# Vickie Jo Ringgaard
Vickie Jo Ringgaard (født 24. april 1981 i Aarhus) er en dansk danser, der har vundet DM 14 gange, er dobbelt Nordisk Mester og desuden har vundet guld ved British Championship. 
Ringaard er ud af en danserfamilie, og begyndte allerede til dans som 2-årig. Efter handelsskolen flyttede hun til London for at fortsætte karrieren, men vendte efter halvandet år hjem til Danmark.

## Vild med Dans
I den brede offentlighed blev hun kendt, da hun i 2005 vandt Vild med dans sammen med David Owe. 
Hun medvirkede desuden i 2007, hvor hun dansede med Joachim Boldsen. 
I 2009 vandt hun sæson 6 sammen med Casper Elgaard
I 2010 var partneren var Allan Nielsen.